# فینال جام اتحادیه فوتبال انگلستان ۲۰۱۷
فینال جام اتحادیه فوتبال انگلستان ۲۰۱۷ (انگلیسی: 2017 EFL Cup Final)، رقابت پایانی جام اتحادیه فوتبال انگلستان در سال ۲۰۱۷ میلادی است که مابین دو تیم باشگاه فوتبال منچستر یونایتد و باشگاه فوتبال ساوت‌همپتون در ورزشگاه ومبلی لندن برگزار شده‌است.
این مسابقه که در تاریخ ۲۶ فوریه ۲۰۱۷ انجام شده‌است با نتیجه ۳ بر ۲ به سود تیم باشگاه فوتبال منچستر یونایتد به پایان رسید.

## مسابقه
| باشگاه فوتبال منچستر یونایتد                 | ۳–۲   | باشگاه فوتبال ساوت‌همپتون    |
| -------------------------------------------- | ----- | --------------------------- |
| زلاتان ابراهیموویچ ۱۹'، ۸۷' · جس لینگارد ۳۸' | گزارش | مانولو گابیادینی ۴۵+۱'، ۴۸' |